# 2100全民開講
《2100全民開講》是台灣的TVBS所製播的帶狀談話性政論節目，節目名稱是因為從晚上九點（21:00）開始播送而來。每集約兩小時，2013年4月1日起改為每集一小時。約於2009年中期以後至2013年3月，晚上九點至十點時段由《2100掏新聞》所取代；期間加入TVBS主播廖盈婷，針對時事話題做調查報導及新聞播報。過往同頻道同時段於週末播出的是《2100週末開講》，由資深媒體人董智森與TVBS主播顧名儀共同主持，其與《2100全民開講》的製作單位相同，常態來賓也基本相同。
2013年4月1日至4月5日晚上十點至十一點播出《核四行不行》特別節目，由顧名儀擔任節目主持人。2013年5月27日至5月31日晚上九點至十點播出《十二年國教行不行》特別節目，由夏嘉璐擔任節目主持人。
2013年停播，改以《2100黑白相對論》取代，並改由羅智強主持。

## 歷任主持人
- 第一任：李濤（1994年8月1日—2013年3月11日）
- 第二任：董智森（2013年3月12日—2013年9月20日）
- 第三任：邱顯辰（2013年9月23日—2013年12月21日）

## 歷任代班主持人
- 第一任:林奎佑（魚夫）[2]
- 第二任:蘇逸洪
- 第三任:方念華
- 第四任:張啟楷
- 第五任:董智森

## 歷任《2100週末開講》主持人
- 第一任:張啟楷、陳雅琳
- 第二任:張啟楷
- 第三任:董智森、顧名儀

## 節目內容
主要內容為邀請評論家（名嘴）針砭時事、評論政策與政治人物言行。舊任主持人李濤自認身為該節目主持人的態度是「當個永遠的反對派」，但輿論評述大多認為該節目的政治立場傾向於泛藍。

## 爭議事件
2005年末，該節目揭露民進黨高雄捷運弊案。泛綠人士聲稱TVBS有中資背景，並企圖影響該年台灣三合一選舉的選情。當時行政院新聞局局長姚文智認定TVBS資金為外資，實質上違反《衛星廣播電視法》（該法規定外國法人直接持股的上限），課以新臺幣100萬元罰鍰，並責令改正。此舉被TVBS认为是陳水扁政府「公报私仇」、「挟怨报复」的行為。2006年5月，TVBS於該案訴願（上訴）成功。此案也成為立法院加速成立国家通讯传播委员会（NCC）的契機之一。
2011年6月8日，藝人吳宗憲宣稱：「新聞局是國民黨的，TVBS是國民黨的，三立是民進黨的。」，此言論引發TVBS憤怒，因而提告。於當月11日的中國時報報導（吳宗憲認定藍拒道歉 TVBS周二提告）中提及吳宗憲說：「台灣媒體本來就有顏色，要是說『我說TVBS是藍色是不對的，那對不起，我是色盲』，那要不要做市調，問全台灣的人TVBS是藍還是綠。若大家都說是綠，我就道歉。」，而該報導另外訪問在中視《綜藝大哥大》錄影的藝人張菲稱：「吳有點意氣用事，不過他說的話也是全天下觀眾都知道的事」
2013年3月10日，此節目討論2013年棒球經典賽後臺灣球員竟無包機返台，而必須候補機位分開返台之事，然而其內容僅包含棒球協會單方面說辭，缺乏球員或中華職棒工作人員之看法，因而引發爭議。次日（3月11日），此節目持續討論該話題，而在開放電視觀眾Call-In質詢時，傅達仁先生來電指出棒球協會應負全責，隨後數通由觀眾撥打之Call-In均被屏除不接通，因而引起觀眾不滿。